# Siphonaria zelandica
Siphonaria zelandica är en snäckart som beskrevs av Jean René Constant Quoy och Joseph Paul Gaimard 1833. Siphonaria zelandica ingår i släktet Siphonaria och familjen Siphonariidae. Inga underarter finns listade i Catalogue of Life.

## Bildgalleri

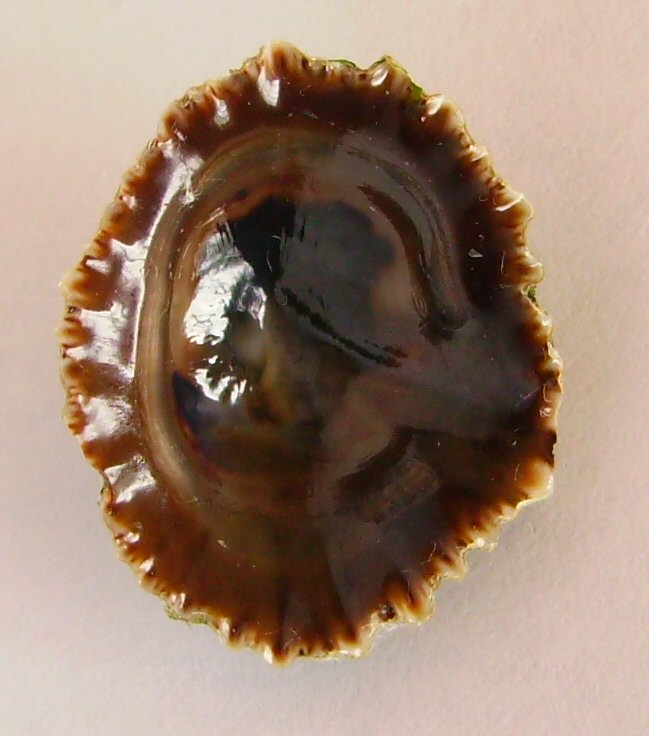